# Cardiocondyla neferka
Cardiocondyla neferka är en myrart som beskrevs av Bolton 1982. Cardiocondyla neferka ingår i släktet Cardiocondyla och familjen myror. Inga underarter finns listade.